# Terraforming Mars
Terraforming Mars é um jogo de tabuleiro para 1 a 5 jogadores, criado por Jacob Fryxelius e publicado pela FryxGames em 2016. Os jogadores assumem o papel de corporações com o objetivo de terraformar Marte, aumentando a temperatura e oxigénio da atmosfera, desenvolvendo cidades e oceanos, e criando vida vegetal e animal. A jogabilidade baseia-se em elementos de gestão de recursos, engine building e planejamento estratégico. O jogador ganha se obtiver o maior número de pontos de vitória após a terraformação do planeta estar completa. Estes pontos são atribuídos através de ações básicas ou do pagamento de cartas únicas de projeto, que constroem infraestruturas, aumentam recursos, ou contribuem diretamente para a terraformação do planeta. O jogo foi recebido positivamente pela crítica, tendo recebido múltiplos prémios.

## Jogabilidade

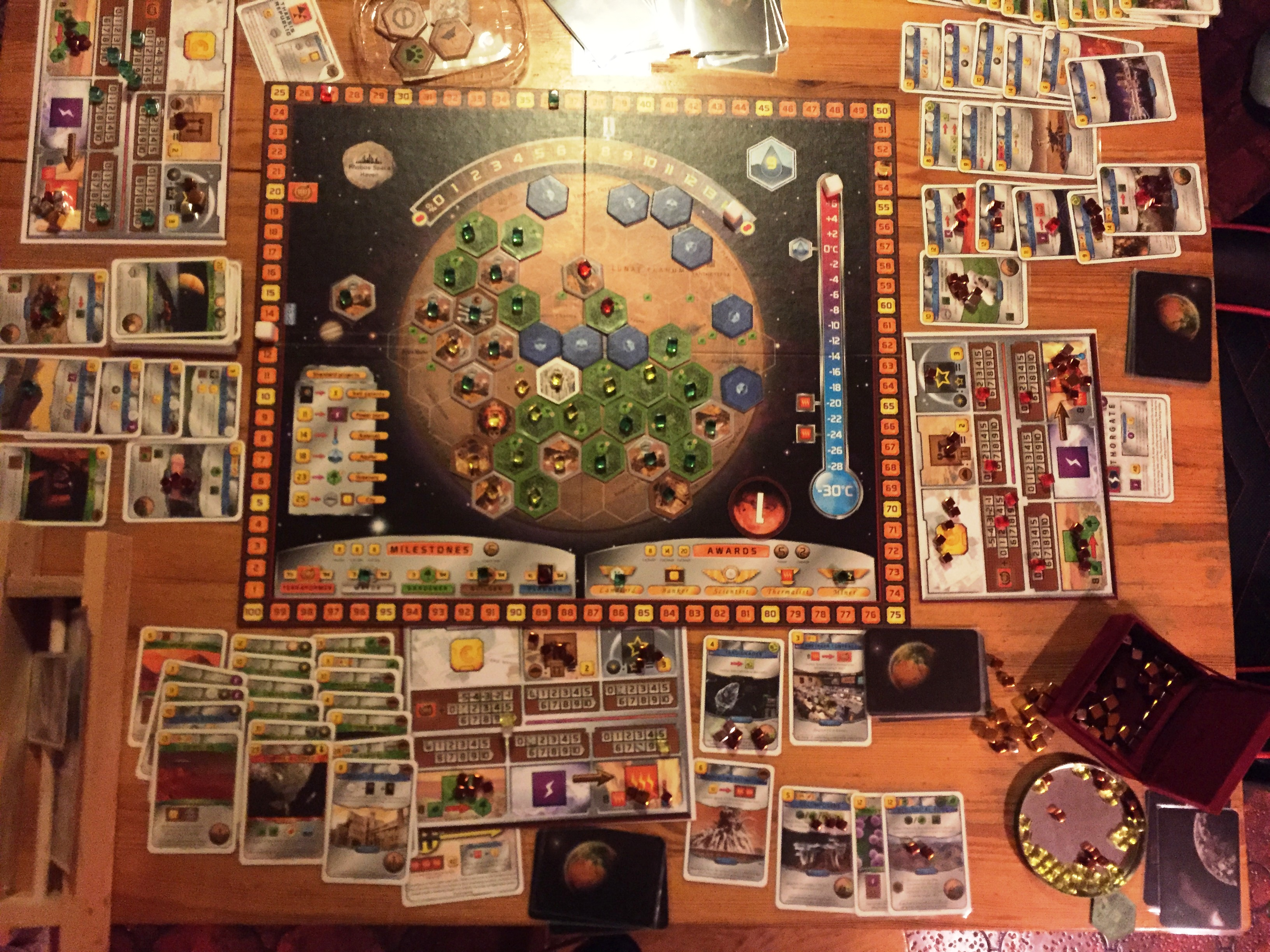
Um jogo finalizado de Terraforming Mars

Os jogadores representam corporações concorrentes que têm interesse na terraformação de Marte. O tabuleiro base do jogo representa a superfície do planeta, constituída por 61 hexágonos. Cada hexágono representa cerca de 1% da área da superfície de Marte. Nestes hexágonos, os jogadores podem colocar oceanos, florestas, cidades e outras peças especiais. O jogo termina quando se encontrarem reunidas três condições de terraformação: aumentar o nível de oxigénio da atmosfera para os 14%; aumentar a temperatura de -30 para +8 graus Celsius; e colocar 9 oceanos.
Os jogadores alcançam esses objetivos jogando cartas que representam várias tecnologias ou edifícios. O jogo é disputado ao longo de várias gerações, cada uma representada como uma ronda de jogo. Uma geração começa com a compra de cartas pelos jogadores e termina com a produção de recursos.

## Expansões e spin-offs

### Expansões
Oito expansões foram lançadas.

### Promos
Várias cartas promocionais exclusivas foram lançadas, incluindo novas corporações, prelúdios e cartas de projeto.